# Nikolaj Derjugin
Nikolaj Aleksandrovitj Derjugin (ryska: Николай Александрович Дерюгин), född 30 april 1959 i Kutaisi i dåvarande Georgiska SSR i Sovjetunionen, är en sovjetisk tidigare basketspelare som tog tog OS-brons 1980 i Moskva. Deriugin vann VM-guld 1982 och spelade 1977-1986 för BK Dinamo Tbilisi.